# Aphaenogaster pusilla
Aphaenogaster pusilla é uma espécie de inseto do gênero Aphaenogaster, pertencente à família Formicidae.